# Horten Ho 229
Horten H.IX, după desemnare RLM Ho 229 (adesea numit Gotha Go 229) a fost un etalon german de avion de vânătoare/bombardier proiectat de Reimar și Walter Horten și construit de Gothaer Waggonfabrik spre sfârșitul celui de-Al Doilea Război Mondial. 
Horten Ho 229 a fost primul aparat de zbor capabil să poată realiza cele „3 X 1000” cerințe cu care a fost proiectat: să transporte o încărcatură de 1000 Kg la peste 1000 de kilometri distanță cu o viteză de 1000 km/h. Acest avion din categoria „aripilor zburătoare” alimentate de motoare cu reacție, a fost de asemenea, primul avion militar stealth din istorie. După acest avion s-a inspirat construcția avioanelor militare F 117 Nighthawk, și Northrop Grumman B-2 Spirit.